# Нивхи

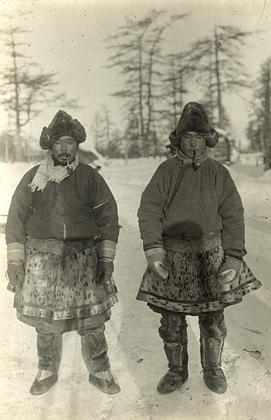
Нивхи в национальной одежде, 1-я пол. XX в.

Ни́вхи (устар. гиляки (от тунг.-маньч. гилэкэ, от гилэ «лодка»); самоназвание — нивхгу, ниғвӈгун — букв. «люди, народ»; ед. ч. нивх, ниғвӈ «человек») — коренной малочисленный народ, проживающий на Дальнем Востоке России. Представляют собой автохтонное (коренное) население Приамурья, острова Сахалин и соседних небольших островов.
Нивхи относятся к палеоазиатскому типу монголоидной расы. Исторически они разделены на две группы по региону проживания: амурскую и сахалинскую; представители обеих групп отличаются по диалектам и культурным особенностям. Значительная часть нивхского населения расселена в Хабаровском крае (низовья Амура, побережье Амурского лимана, Охотского моря и Татарского пролива) и образует материковую группу, в то время как вторая, островная группа представлена на севере острова Сахалин.
Нивхский язык относят к числу изолированных; большинство современных нивхов говорит на русском языке. По своей культуре нивхи близки народам, разговаривающим на палеоазиатских языках (чукчи, коряки и др.), и по этой причине часто объединяются с ними.
Нивхская литература возникла во многом благодаря писателю Владимиру Санги. Учёный, изучавший нивхов и составлявший словари нивхского языка — Чунер Таксами.

## Численность и расселение

Расселение нивхов в ДФО по городским и сельским поселениям в %, перепись 2010 г.

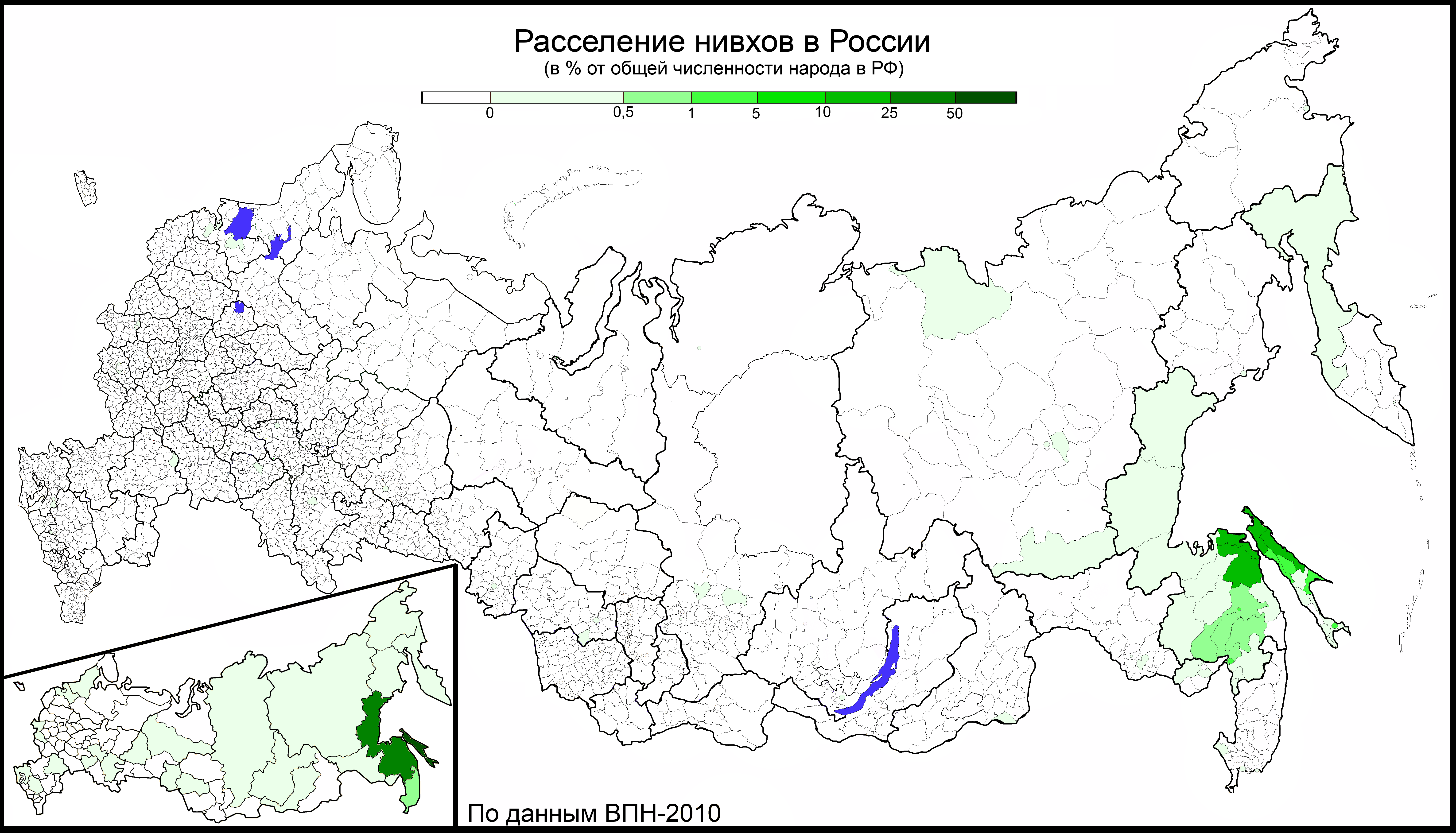
Расселение нивхов в России на 2010 год (в % от общей численности этого народа)

Нивхи проживают в пределах устья реки Амур (Хабаровский край) и в северной части острова Сахалин.
Примерная численность — 3 842 человека (2021 г.).
Численность нивхов в России:

Населённые пункты с нивхским населением согласно переписи 2002 года (исключая Хабаровск, Поронайск и Южно-Сахалинск)

Основные населённые пункты, где проживали нивхи в 2002 году:
| Населённый пункт       | Нивхи | Всего населения | % нивхов |
| ---------------------- | ----- | --------------- | -------- |
| г. Николаевск-на-Амуре | 407   | 28 492          | 1,4 %    |
| г. Хабаровск           | 131   | 583 072         | 0,02 %   |
| село Иннокентьевка     | 129   | 664             | 19,4 %   |
| село Тахта             | 118   | 937             | 12,6 %   |
| пгт. Лазарев           | 117   | 1954            | 6,0 %    |
| посёлок Тыр            | 89    | 729             | 12,2 %   |
| село Кальма            | 85    | 139             | 61,2 %   |
| посёлок Нижнее Пронге  | 82    | 461             | 17,8 %   |
| посёлок Пуир           | 77    | 269             | 28,6 %   |
| село Богородское       | 77    | 4119            | 1,9 %    |
| пгт. Многовершинный    | 73    | 2798            | 2,6 %    |
| село Сусанино          | 62    | 882             | 7,0 %    |
| село Красное           | 60    | 1251            | 4,8 %    |
| пгт. Маго              | 56    | 2244            | 2,5 %    |
| село Оремиф            | 54    | 325             | 16,6 %   |
| село Алеевка           | 49    | 65              | 75,4 %   |
| село Ухта              | 45    | 175             | 25,7 %   |
| село Нижняя Гавань     | 40    | 377             | 10,6 %   |
| село Воскресенское     | 36    | 114             | 31,6 %   |
| село Константиновка    | 35    | 908             | 3,9 %    |
| село Тнейвах           | 33    | 55              | 60,0 %   |
| село Булава            | 30    | 2226            | 1,3 %    |
| село Белоглинка        | 30    | 89              | 33,7 %   |
| село Макаровка         | 22    | 26              | 84,6 %   |
| посёлок Чныррах        | 21    | 455             | 4,6 %    |
| село Чля               | 20    | 933             | 2,1 %    |
| село Солонцы           | 18    | 570             | 3,2 %    |
| село Власьево          | 11    | 39              | 28,2 %   |
| посёлок Октябрьский    | 11    | 170             | 6,5 %    |
| село Сахаровка         | 10    | 85              | 11,8 %   |

| Населённый пункт             | Нивхи | Всего населения | % нивхов |
| ---------------------------- | ----- | --------------- | -------- |
| пгт. Ноглики                 | 647   | 10 604          | 6,1 %    |
| село Некрасовка              | 572   | 1126            | 50,8 %   |
| г. Оха                       | 299   | 27 795          | 1,1 %    |
| село Чир-Унвд                | 200   | 291             | 68,7 %   |
| г. Поронайск                 | 116   | 17 844          | 0,7 %    |
| г. Южно-Сахалинск            | 98    | 170 356         | 0,1 %    |
| село Рыбное                  | 56    | 84              | 66,7 %   |
| посёлок Трамбаус             | 45    | 105             | 42,9 %   |
| село Москальво               | 44    | 807             | 5,5 %    |
| г. Александровск-Сахалинский | 29    | 12 693          | 0,2 %    |
| село Виахту                  | 26    | 286             | 9,1 %    |
| посёлок Луполово             | 21    | 28              | 75,0 %   |
| село Вал                     | 19    | 1211            | 1,6 %    |
| пгт. Катангли                | 17    | 896             | 1,9 %    |
| посёлок Рыбобаза-2           | 11    | 34              | 32,4 %   |

До 1945 года в южной (в то время японской) части Сахалина проживало около 100 нивхов, носителей южно-сахалинского диалекта нивхского языка. После войны бо́льшая их часть переселилась на остров Хоккайдо, и сегодня южно-сахалинский диалект считается вымершим.
Современные данные о численности этнических нивхов в Японии отсутствуют; часть из них после войны вернулась в СССР, другая часть была ассимилирована японцами.

## Язык и письменность
Нивхский язык является изолированным — его родство с другими языками до сих пор не установлено. Записывается в настоящее время при помощи кириллицы. Находится под угрозой исчезновения: число говорящих на 2021 год — 198 человек.

## Антропология и генетика
Антропология нивхов ещё не до конца изучена. В ходе изучения был сделан вывод, что они являются довольно однородными антропологически. Отличия нивхов от соседних народов обычно связываются с независимым процессом их этногенеза. В связи с особенностями их языка и культуры нивхи — палеоазиаты; они относятся к древнейшему населению Нижнего Амура и Сахалина, предшествующему тунгусо-маньчжурам. Именно нивхская культура является тем субстратом, на котором сложилась во многом сходная культура амурских народов.
Согласно другой точке зрения, древнейшее население Амура и Сахалина (археология мезо/неолитического времени) собственно нивхским не является, а представляет собой недифференцированный в этническом отношении пласт культуры, которой является субстратным по отношению ко всем амурским народам. Следы этого субстрата были отмечены в антропологии, языке, культуре как нивхов, так и тунгусо-маньчжурских народов Приамурья. В рамках этой теории нивхи рассматриваются как одна из групп северо-восточных палеоазиатов, переселившихся на Амур. Относительная противоречивость этих этногенетических схем объясняется высокой степенью смешения и интеграции современных народов Амура и Сахалина, а также поздним временем их этнического становления.
У нивхов Сахалинской области, наряду с коряками и удэгейцами, было выявлено значительное наличие Y-хромосомной гаплогруппы С3* (наибольшая частота — среди восточносибирских этносов — 71 %) и практически полное отсутствие европеоидного компонента. Y-хромосомная гаплогруппа Q1a* (Q1ахМ346) обнаружена только у нивхов (7,7 %), коряков, чукчей и эвенков. У нивхов, как и у удэгейцев, Y-хромосомная гаплогруппа N1a1 встречается с частотой менее 4 %-1,9 %. Y-хромосомная гаплогруппа O3a* встречается с частотой 7,7 %, D — 5,8 %, O* — 3,8 %, O2 — 1,9 %.
В исследовании 2024 года среди 37 мужчин нивхов, проживающих в селах северной части Сахалина, наиболее часто встречалась Y-хромосомная гаплогруппа C2a1a2b-B90 (43,2 % от общего числа), за ней следовали гаплогруппы C2a1a1b1a-F13958 (32,4 %), C2a1-ACT1942 (10,8 %), Q1a1a1-M120 (8,1 %) и O2a1b1a2a-F238 (5,4 %).

## История

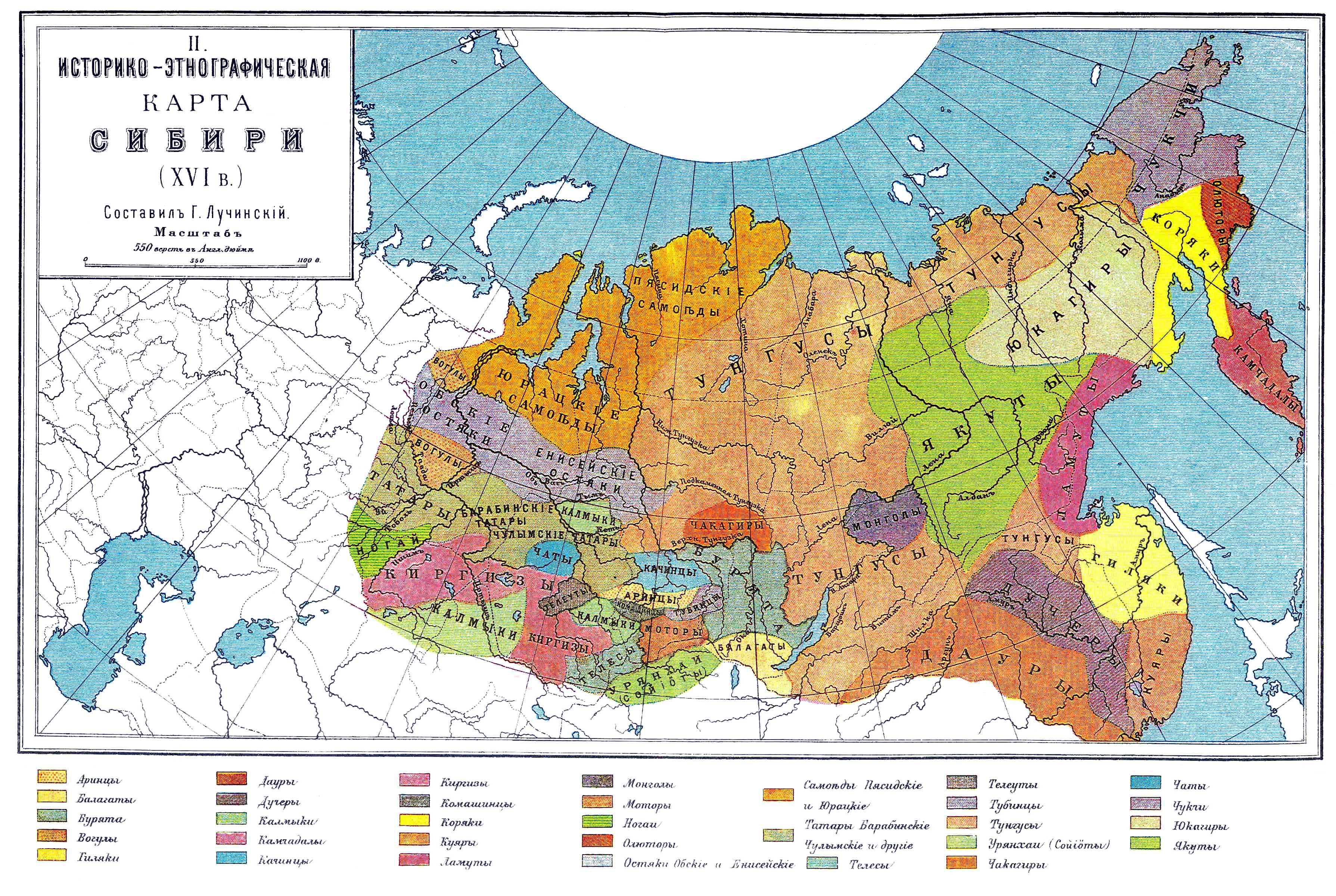
Расселение народов Сибири в XVI веке

Нивхи — прямые потомки древнейшего населения Сахалина и низовьев Амура. Их отождествляют с археологической охотской культурой, занимавшей в древности более широкий ареал, чем современная территория расселения нивхов.
Предполагается, что самое раннее упоминание о нивхах в истории — китайские хроники начала VII века. В них говорится о народе гилями (кит. 吉列迷 Jílièmí), который был в контакте с правителями монгольской династии Юань в Китае. Контакты русских с нивхами начались в XVII веке, когда здесь побывали казаки-землепроходцы. Первым русским, писавшим о нивхах в 1643 году, был Василий Поярков; он называл их «гиляками», и это название надолго закрепилось за нивхами. В 1849—1854 годах на Нижнем Амуре работала экспедиция Г. И. Невельского, основавшего город Николаевск. Год спустя здесь стали селиться русские крестьяне. Сведения, собранные российскими путешественниками Максимом Перфильевым, Иваном Москвитиным, Ерофеем Хабаровым, Иваном Крузенштерном и другими, содержали сведения о расселении, хозяйственной деятельности и материальной культуре нивхов.
Российская империя установила свою окончательную власть над землями нивхов после Айгунского договора 1858 года и Пекинского договора 1860 года.
В 2020 году учёные предположили наличие в корейском языке древненивхского субстрата. Если он действительно имеется в корейском языке, то можно предположить, что носители языка, родственного нивхскому, в древности проживали на Корейском полуострове — ещё до того, как туда прибыли корейцы.

## Традиционное хозяйство
Среди хозяйственных областей на первом месте по значимости у нивхов всегда стояла рыбная ловля. Сырая и вяленая (реже — варёная и жареная рыба) составляет основу их традиционной кухни. В нивхском традиционном хозяйстве большую значимость имеют охота (на оленя, лося и морского зверя), собирательство и собаководство.

Дореволюционные изображения нивхов
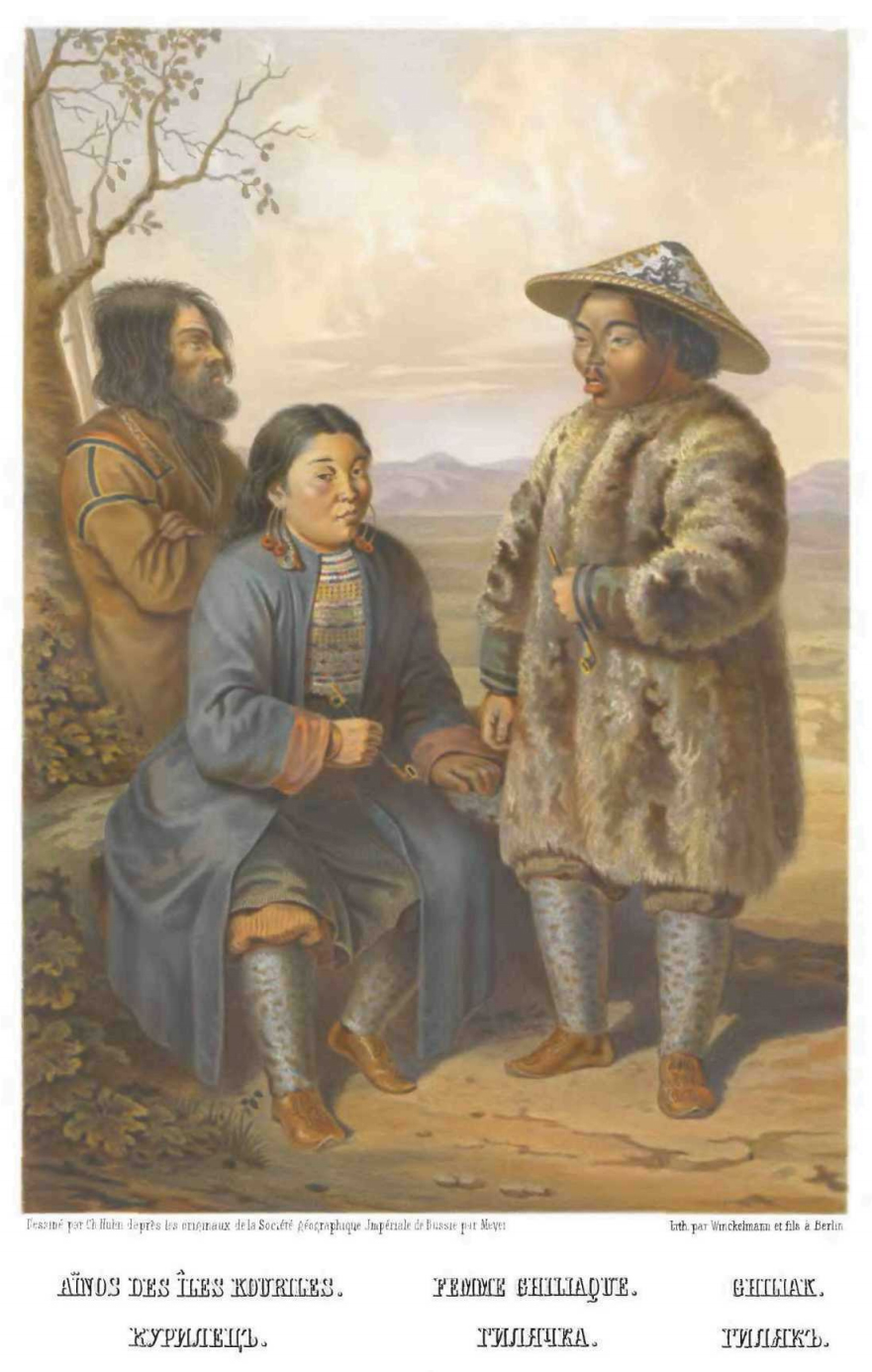
Айны и нивхи (Паули, «Этнографическое описание народов России», 1862)
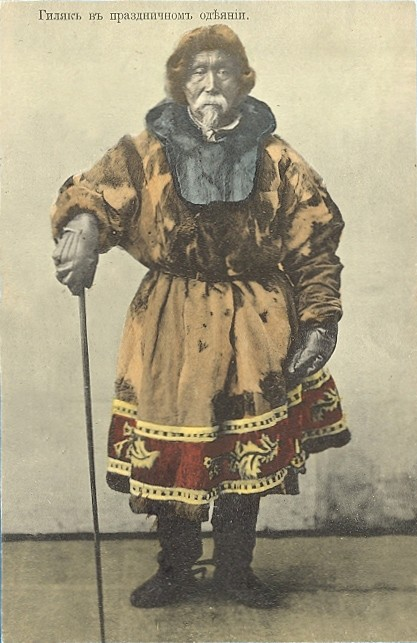
Праздничный наряд
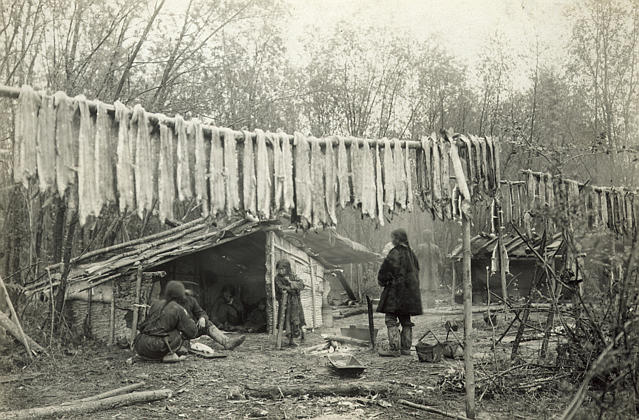
Деревня нивхов
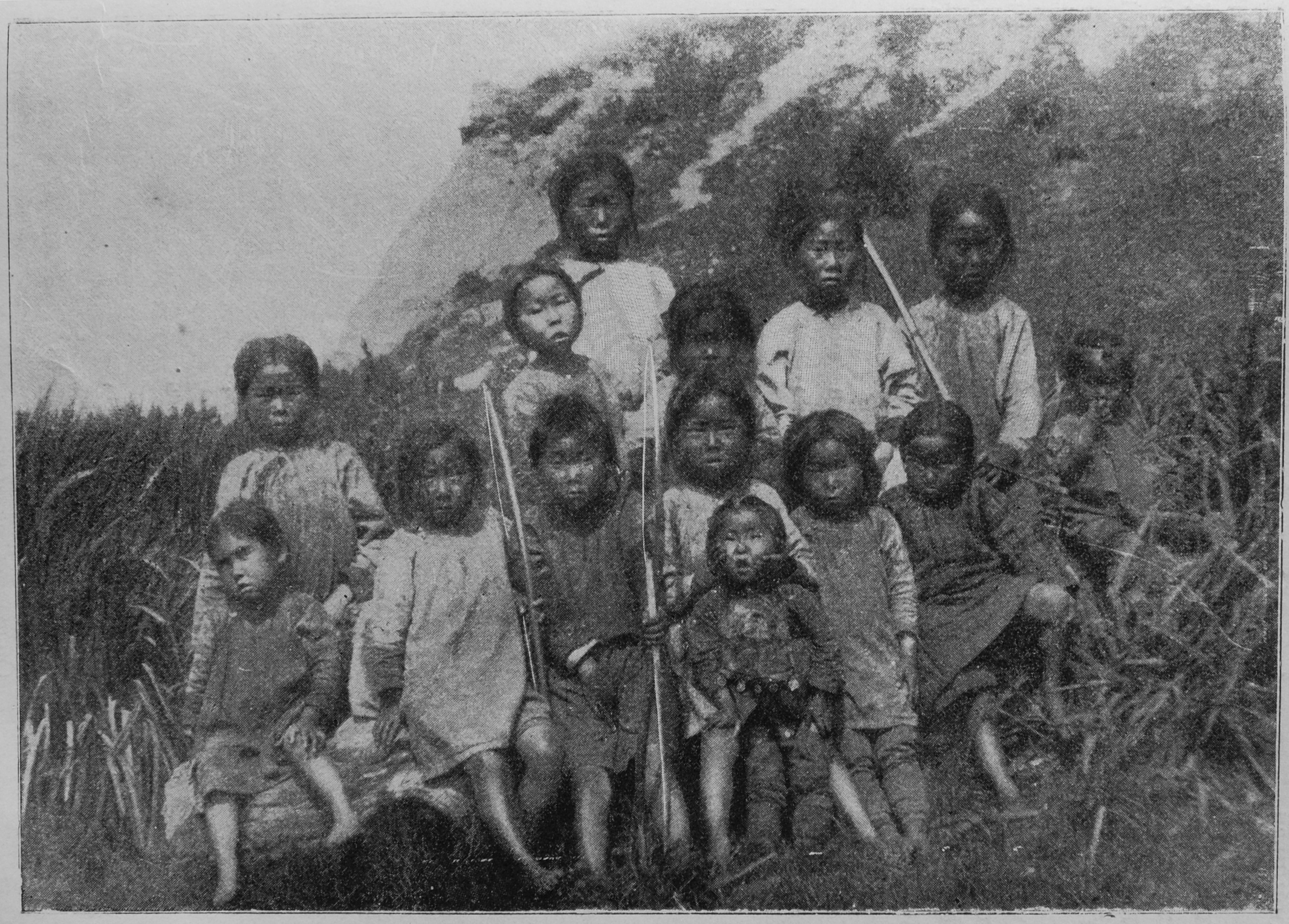
Нивхские дети на Сахалине (1903)
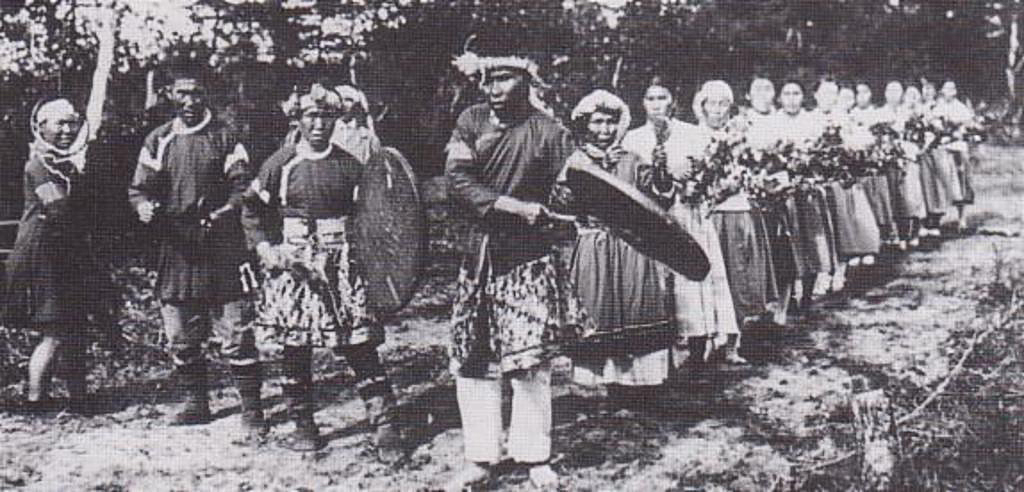
Группа танцующих нивхов (Сахалин, 1945)

## Духовная культура

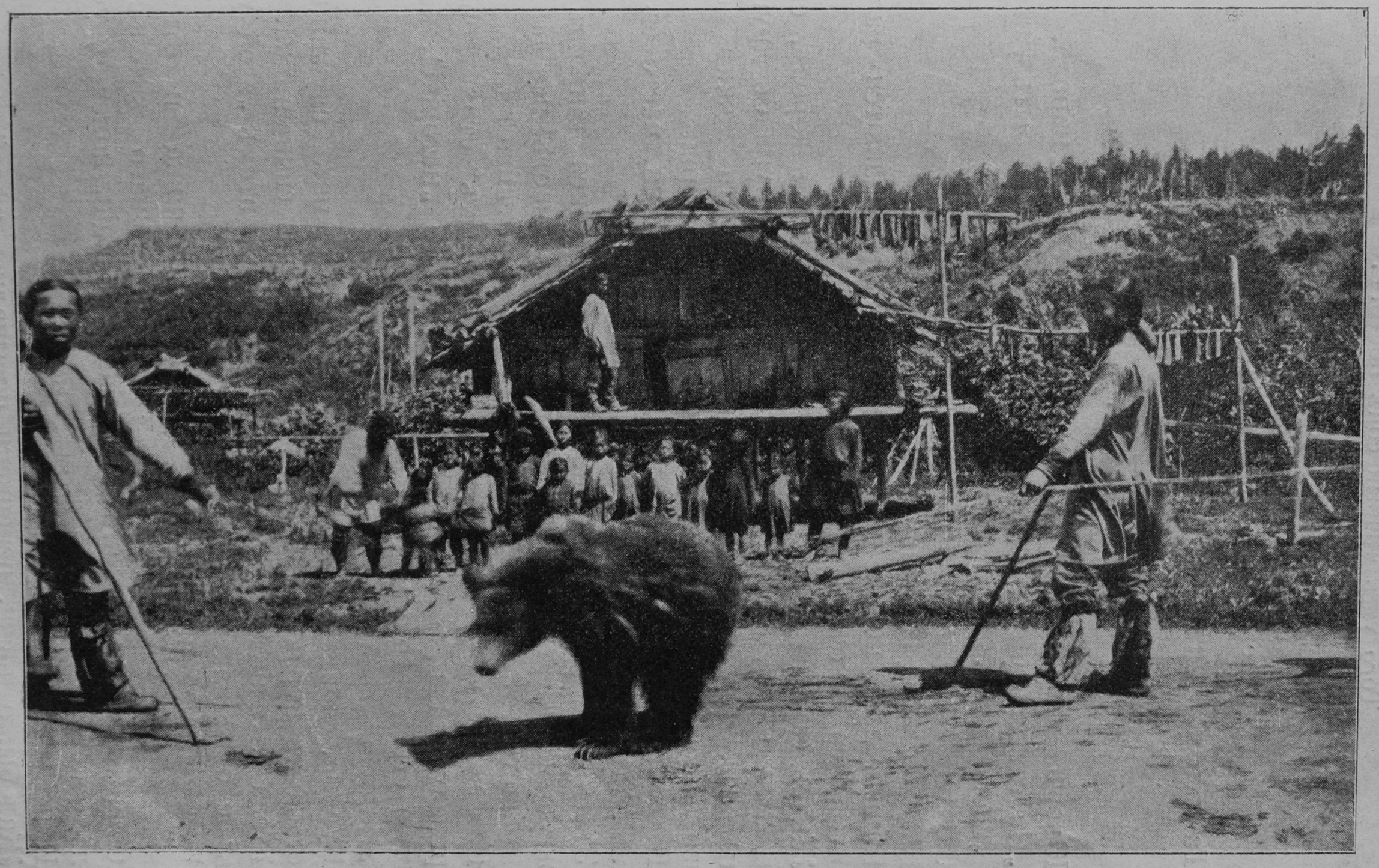
Медвежий праздник нивхов, приблизительно 1903 год

Традиционные религиозные верования нивхов основывались на анимизме и промысловом культе, вере в обитавших повсюду духов — на небе, на земле, в воде и тайге. Каждый медведь считался сыном хозяина тайги, поэтому охота на него сопровождалась обрядами промыслового культа.
Медвежий праздник отмечался в январе или феврале, в зависимости от клана. Медведя ловили, выращивали и выкармливали на протяжении нескольких лет в загоне. Во время празднования медведя наряжали в «праздничный костюм», водили по домам, угощали из резной деревянной посуды. После этого зверя приносили в жертву, стреляя из лука. У головы убитого медведя ставили кушанье, «угощая» его, затем медведя свежевали, соблюдая множество правил. В отличие от других народов Амура, нивхи кремировали умерших, сжигая их на огромном костре в тайге под ритуальные плачи, а в древности практиковали обряд воздушного погребения.

## Культурные аллюзии и эпонимы
- Сведения о гиляках и культурных особенностях народа содержатся в книге Антона Павловича Чехова «Остров Сахалин», написанной в 1891—1893 годах в жанре путевых записок после путешествия писателя на остров Сахалин летом–осенью 1890 года. Именно гиляки из этой книги упоминаются в книге «1Q84» японского писателя Харуки Мураками.
- Жизнь нивхов, быт, язык являются ключевой темой повести Геннадия Гора «Юноша с далёкой реки» (Лениздат, 1955 год).
- Жизнь нивхов описывается в повести Чингиза Айтматова «Пегий пёс, бегущий краем моря» (1977 года) и показана в одноимённом фильме 1990 года.
- О жизни гиляков рассказывается в романе Николая Задорнова «Далёкий край» (1949).
- Мультипликационный фильм 1992 года Оксаны Черкасовой «Племянник кукушки» был создан по мотивам нивхских сказок.
- В честь нивхов были названы два судна российского императорского флота «Гиляк» и «Гиляк II»[18].
- Элементы быта, народной культуры, традиционной религии и мировоззрения нивхов встречаются в повести Александра Куприянова «Божья коровка»[значимость факта?].

### Комментарии
1. 1 2  Амурский диалект нивхского языка.
2. 1 2  Восточно-сахалинский диалект нивхского языка.

### Отдельные работы
- История и культура нивхов: историко-этнографические очерки / Ред. В. А. Тураев, В. Л. Ларин, С. В. Березницкий. — СПб.: Наука, 2008. — ISBN 978-5-02-025238-7.
- Крейнович Е. А. Нивхгу. — Южно-Сахалинск: Сахалинское книжное издательство, 2001. — ISBN 5-88453-025-0.
- Нивхи Сахалина: современное социально-экономическое развитие / Отв. ред. В. И. Бойко. — Новосибирск: Наука, 1988. — ISBN 5-02-028980-9.
- Таксами Ч. М. Основные проблемы этнографии и истории нивхов. — Л.: Наука, 1975.
- НИ́ВХИ : [арх. 4 января 2023] / Тураев В. А.,  Сыченко Г. Б. (устное творчество) // Большая российская энциклопедия [Электронный ресурс]. — 2015.

### Разделы в книгах
- Гиляки // Народы России: живописный альбом. Выпуск VII и VIII. — СПб: типография товарищества «Общественная Польза», 1880. — С. 544—555.
- Нивхи // Народы России. Атлас культур и религий. — М.: Дизайн. Информация. Картография, 2010. — 320 с. — ISBN 978-5-287-00718-8.
- Нивхи // Сибирь. Атлас Азиатской России. — М.: Топ-книга, Феория, Дизайн. Информация. Картография, 2007. — 664 с. — ISBN 5-287-00413-3.
- Штернберг Л. Я. Гиляки, орочи, гольды, негидальцы, айны. — Хабаровск: Дальгиз, 1933. — С. 13—388.